# Livia Millhagen

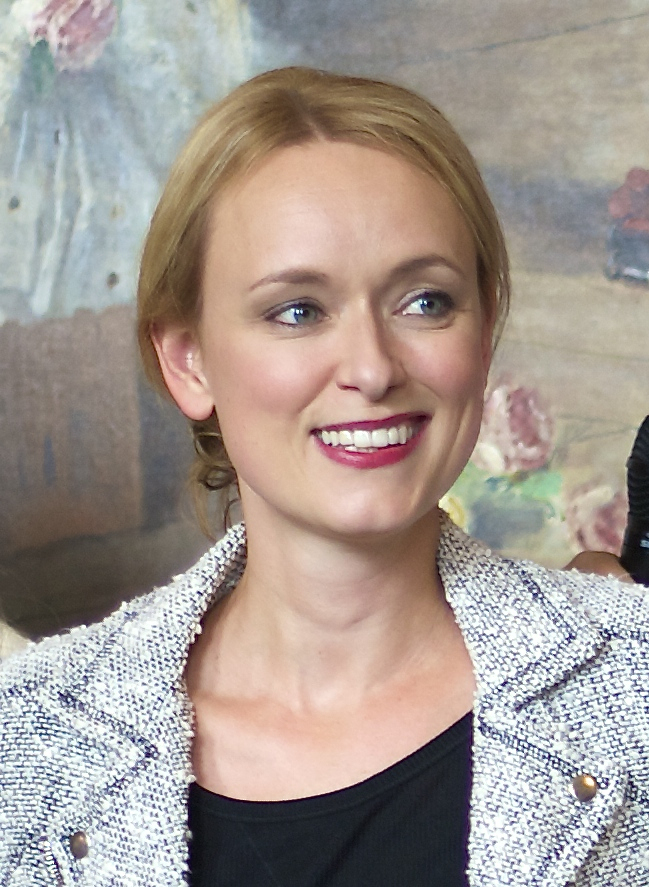
Livia Millhagen (2014)

Livia Maria Millhagen (* 23. Mai 1973 in Stockholm) ist eine schwedische Schauspielerin.

## Leben
Millhagen besuchte in den 1990er Jahren die Theaterakademie in Malmö und absolvierte eine Schauspielausbildung am Staatstheater von Uppsala. Im Rahmen eines Praktikums, das sie beim Dramaten in ihrer Heimatstadt Stockholm absolvierte, bekleidete sie 1997 ihre erste Bühnenrolle in dem Drama Fadren (dt. Der Vater, nach August Strindberg) unter der Regie von Staffan Valdemar Holm. Obwohl sie mittlerweile auch einige Film- und Fernsehrollen bestritten hat, blieb sie dem Theater verbunden und gehört zum Stammensemble des Dramaten.
Für ihre Filmrolle Miffo wurde sie 2004 als beste Hauptdarstellerin für den schwedischen Filmpreis Guldbagge nominiert.

## Filmografie (Auswahl)
- 2002: Kommissar Beck – Die neuen Fälle: Tod per Inserat (Fernsehserie)
- 2003: Miffo
- 2005: Bus till Italien
- 2005: 27 sekundmeter snö (Fernsehfilm)
- 2008: Die ewigen Augenblicke der Maria Larsson (Maria Larssons eviga ögonblick)
- 2008: Häxdansen (Miniserie, 6 Episoden)
- 2009: Mankells Wallander: Eifersucht (Fernsehserie)
- 2009: Oskar, Oskar
- 2013: Molanders (Fernsehserie, 12 Episoden)
- 2017: Finaste familjen (Fernsehserie, 3 Episoden)
- 2017: Veni Vidi Vici (Fernsehserie, 10 Episoden)
- 2018: Systrar 1968 (Fernsehserie, 3 Episoden)
- 2019: Fågelfångarens son
- 2020: Kommissar Bäckström (Bäckstrom, Fernsehserie, 6 Episoden)
- 2021: Young Royals (Fernsehserie, 2 Episoden)
- 2021: Agatha Christies Hjerson: End of Century, Part 1 (Fernsehserie)
- 2022: Kärleksbevis